# Monty Python i Hollywood
Monty Python i Hollywood (engelska: Monty Python Live at the Hollywood Bowl) är en komedifilm från 1982. Den är en filmupptagning av ett liveuppträdande av Monty Python på Hollywood Bowl, där gruppen framför många av sina mest kända sketcher. 
Föreställningen spelades in i september 1980, efter framgången med Ett herrans liv. Utöver de sex Monty Python-medlemmarna medverkar också Carol Cleveland och Neil Innes. 
Även om många av sketcherna kommer från tv-serien Monty Pythons flygande cirkus så är de inte identiska med hur de framfördes där utan manus och medverkande har justerats. Det finns också med en del sketcher som föregick TV-serien, inklusive "The Four Yorkshiremen", som först framfördes 1967 i TV-serien At Last the 1948 Show.

## Sketcher och musiknummer
- "Sit on My Face" – en parodi på Gracie Fields "Sing as We Go" från Monty Python's Contractual Obligation Album, framförd av Cleese, Chapman, Gilliam och Jones.
- "Colin 'Bomber' Harris" – Chapman som sin egen motståndare i brottning, med Cleese som kommentator.
- "Never Be Rude to an Arab" – Jones framför en antirasism-sång fylld med nedsättande epitet, från Monty Python's Contractual Obligation Album.
- "The Last Supper" – Michelangelo (Idle) försvarar det första kreativa utkastet av sin målning illustrerande Jesu sista måltid han gjort på uppdrag av påven (Cleese) som inte är lika nöjd. Sketchen är baserad på renässanskonstnären Paolo Veroneses konflikt med inkvisitionen.
- "Silly Olympics" – en filmad sektion, med absurda sportgrenar i olympiaden som traditionellt arrangeras vart 3.7 år. Sketchen är från det första avsnittet av Monty Python's Fliegender Zirkus.
- "Bruces' Philosophers Song" – Universitetet av Woolloomooloos filosofienhet sjunger sången som ingående avhandlar dryckesvanor bland historiens stora tänkare. Framförs av Eric Idle, Michael Palin och Neil Innes, sången kommer från albumet The Monty Python Matching Tie and Handkerchief.
- "The Ministry of Silly Walks" – Palin har svårigheter att få stipendiepengar för sin inte nog fåniga gångstil.
- "Camp Judges" – två brittiska domare (Idle och Palin) samtalar om sin arbetsdag medan de byter om. Från Monty Python's Flying Circus, serie två.
- "World Forum/Communist Quiz" – de historiska socialistiska ledarna Karl Marx (Jones), Lenin (Cleese), Che Guevara (Palin) och Mao Tse-Tung (Gilliam) tävlar i en frågesport om brittisk fotboll med Idle som värd. Från Monty Python's Flying Circus serie två.
- "I'm the Urban Spaceman" – framförs av Neil Innes medan Carol Cleveland steppdansar i otakt till sången som först framfördes 1968 i Do Not Adjust Your Set.
- "Crunchy Frog" – godistillverkaren Jones försvarar sitt äckliga sortiment av choklad inför poliserna Chapman och Gilliam.
- "Albatross" – Cleese, klädd som servitris, försöker sälja en vandringsalbatross till Jones. Sketchen avbryts av översten (Chapman) eftersom den är för fånig.
- "Nudge Nudge" – Idle besvärar Jones med en mängd förbryllande insinuationer. Ursprungligen framförd i tredje avsnittet av Monty Python.
- "International Philosophy" – i ett filmklipp spelar tyska filosofer mot grekiska. Klippet kommer från det andra avsnittet av Monty Python's Fliegender Zirkus.
- "The Four Yorkshiremen" – fyra välbärgade män från Yorkshire (Palin, Idle, Chapman och Jones) försöker att överträffa varandras berättelser om sin hårda uppväxt, allas historier blir alltmer överdrivna och absurda under samtalets gång. Ursprungligen skriven och framförd i At Last the 1948 Show.
- "The Argument Sketch" – Palin betalar Cleese för att gräla med honom. Sketchen kommer från TV-serien Monty Python.
- "How Sweet to Be an Idiot" – Neil Innes sjunger en hyllning till dårskap.
- "Travel Agency" – Palin försöker sälja en paketresa till herr Smoketoomuch (Idle), som inte kan sluta prata om olika problem med resor, inte ens när han jagas av en mentalsjukvårdare (Cleese) runt scenen.
- "Comedy Lecture" – Chapman förklarar slapstickkomedins grunder på ett högtidligt sätt medan Palin, Gilliam och Jones demonstrerar, med Jones som ständigt offer för skämten. Ursprungligen från revyn Cambridge Circus där sketchen hette "Custard Pie Sketch".
- "Little Red Riding Hood" – i ett filmklipp, gestaltar Cleese rödluvan i en mycket fritt tolkad version av den klassiska sagan. Sketchen kommer från det första avsnittet av Monty Python's Fliegender Zirkus, här dubbad till engelska.
- "Bishop on the Landing" – en död biskop i trappan stör en familjs måltid. Sketchen framförs av Terry Jones, Eric Idle, Graham Chapman och Michael Palin.
- "The Lumberjack Song" – en maskulin skogsarbetare (Idle, till skillnad från Palin som ursprungligen framförde sången i Monty Python's Fliegender Zirkus) förvirrar kören bakom honom genom att avslöja sin förtjusning i att bära kvinnokläder.

- Följande sketcher från liveframträdandet av föreställningen klipptes bort ur filmen: The Llama, Gumby Flower Arranging, Mrs Thing and Mrs Entity och Döda papegojan.